# مدار ۷۵ درجه جنوبی
مدار ۷۵ درجه جنوبی، دایره‌ای از عرض جغرافیایی است که در ۷۵ درجهٔ جنوبی خط استوا  قرار دارد.

## گذر از مناطق
از نصف‌النهار مبدأ شروع می‌شود و به سمت مشرق ۷۵ درجه جنوبی از موارد زیر گذر می‌کند:
| مختصات‌ها                                             | کشور، قلمرو یا دریا | توضیحات |
| ---------------------------------------------------- | ------------------- | --- |
| ۷۵°۰′ جنوبی ۰°۰′ شرقی / ۷۵٫۰۰۰°جنوبی ۰٫۰۰۰°شرقی      | جنوبگان             | سرزمین شهبانو ماود, claimed by نروژ · قلمرو جنوبگان استرالیا, claimed by استرالیا · سرزمین ادلی, claimed by فرانسه · قلمرو جنوبگان استرالیا, claimed by استرالیا · Ross Dependency, claimed by نیوزیلند |
| ۷۵°۰′ جنوبی ۱۶۳°۳۹′ شرقی / ۷۵٫۰۰۰°جنوبی ۱۶۳٫۶۵۰°شرقی | اقیانوس منجمد جنوبی | دریای راس |
| ۷۵°۰′ جنوبی ۱۳۷°۰′ غربی / ۷۵٫۰۰۰°جنوبی ۱۳۷٫۰۰۰°غربی  | جنوبگان             | Unclaimed territory · Antártica Chilena, claimed by شیلی · Territory claimed by شیلی and بریتانیا (overlapping claims) · Territory claimed by آرژانتین, شیلی and بریتانیا (overlapping claims)          |
| ۷۵°۰′ جنوبی ۶۱°۳۲′ غربی / ۷۵٫۰۰۰°جنوبی ۶۱٫۵۳۳°غربی   | اقیانوس منجمد جنوبی | دریای ودل |
| ۷۵°۰′ جنوبی ۲۴°۱۲′ غربی / ۷۵٫۰۰۰°جنوبی ۲۴٫۲۰۰°غربی   | جنوبگان             | قلمرو بریتانیایی قطب جنوب, claimed by بریتانیا · سرزمین شهبانو ماود, claimed by نروژ |